# All-Star Squadron
Comando Invencível (no original: All-Star Squadron) é um grupo de super-heróis da DC Comics que estreou em Justice League of America #193 (Agosto de 1981) e foi criado por Roy Thomas, Rich Buckler e Jerry Ordway. No começo dos anos 80, foi revelado que nos anos 40 havia sido formado o grupo mais numeroso de heróis de que se tem notícia até hoje.

## Histórico da publicação
O Comando Invencível (All-Star Squadron) estreou em Justice League of America #193 (Agosto de 1981). A nova equipe foi lançada em série própria no mês seguinte criada por Roy Thomas, Rich Buckler e Jerry Ordway. A série em quadrinhos All-Star Squadron contou com 67 edições publicadas entre Setembro de 1981 e Março de 1987, além de três anuais publicados.[carece de fontes?] Quando Rich Buckler deixou a série após a quinta edição, o editor Len Wein contratou Adrian Gonzales como substituto e avisou Roy Thomas assim: "Você vai gostar do Adrian Gonzales". Ele desenhou a série por 13 edições, inclusive um crossover com Justice League of America. Jerry Ordway que estava na série como arte-finalista desde o início, tornou-se o desenhista a partir da edição #19 (Março de 1983). Ele e Thomas co-criaram a equipe Corporação Infinito (Infinity, Inc.) na edição #25 (Setembro de 1983). All-Star Squadron #32 (Abril de 1984) e #33 (Maio de 1984) mostraram com detalhes como os Combatentes da Liberdade (Freedom Fighters) viajaram da Terra-Dois para a Terra-X. Várias edições da série detalhama as origens de vários personagens, como o Admirável (Amazin-Man), Starman, Senhor Destino (Doctor Fate), Liberty Belle, o Cavaleiro Brilhante (Shining Knight), Homem-Robô (Robotman), Johnny Quick e o Tarântula (Tarantula).

## Como era
O grupo tinha cerca de 50 super-heróis, contando com todos os membros da Sociedade da Justiça, todos os membros dos Combatentes da Liberdade, todos os 7 Soldados da Vitória, e vários outros heróis criados especialmente para a série, além de vários heróis solitários que já existiam no Universo DC, como Zatara, Sargon e Dr. Oculto. O grupo foi formado pelo Presidente Roosevelt originalmente para findar a Segunda Guerra na Europa. Posteriormente, foi descoberto o motivo porque o grupo, que tinha personagens muito poderosos, simplesmente não invadiram a Alemanha e acabaram com a guerra: Durante a Segunda Guerra, todo o front da guerra Europeu ficou debaixo da barreira mística. Personagens místicos ou suscetíveis a magia ficavam sob o domínio do Führer, e meta-humanos comuns tinham seus poderes temporariamente cancelados. Esta foi a versão que o escritor Roy Thomas desenvolveu para explicar porque a Segunda Guerra, com pesos pesados como Espectro e Sr. Destino do lado dos aliados, durara 06 anos e não 10 minutos. Esta barreira foi criada pelo ocultista Rei Dragão (Dragon King) a serviço de Hitler, utilizando uma máquina energizada pelo Santo Graal e a Lança do Destino.

## Divergências
A história do grupo foi ligeiramente reescrita após Crise nas Infinitas Terras. Antes situado na dimensão da Terra 2, este grupo foi contido em nosso próprio mundo. As versões da Terra-2 de Superman, Mulher Maravilha, Batman, Robin, Arqueiro Verde e Aquaman nunca fizeram parte deste grupo segundo a nova cronologia. Em contrapartida, uma vez que nunca existiram as dimensões Terra S, e a Terra 4, O Homem-Bala, a Moça-Bala, e o Judomaster foram incorporados ao grupo. Como a Terra X nunca existiu, os Combatentes da Liberdade nunca deixaram nosso mundo, e tiveram que se contentar em lutar contra o Eixo dentro dos próprios EUA.

## Membros
| Sociedade da Justiça                            | Sete Soldados da Vitória              | Combatentes da Liberdade                      | Young All-Stars (Pós-Crise somente)        | Outros                                 |
| ----------------------------------------------- | ------------------------------------- | --------------------------------------------- | ------------------------------------------ | -------------------------------------- |
| Átomo original (Al Pratt)                       | Vingador Escarlate(Lee Travis)        | Condor Negro(Richard Grey, Jr./Thomas Wright) | Dan, o Dinamite                            | Onda Aérea (Lawrence Jordan)           |
| Batman (Pré-Crise somente)                      | Arqueiro Verde (Pré-Crise somente)    | Doll Man                                      | Raposa Voadora                             | Aranha                                 |
| Pantera                                         | Wing                                  | Flamejante(Rod Reilly)                        | Fúria (Helena Kosmatos)(Pós-Crise somente) | O Admirável (Will Everett)             |
| Sr. Destino (Kent Nelson)                       | Cavaleiro Brilhante (Justin Arthur)   | Bomba Humana                                  | Iron Munro                                 | Aquaman da Terra 2 (Pré-Crise somente) |
| Dr. Meia-Noite (Charles McNider)                | Ricardito da Terra 2                  | O Bobo                                        | Neptune Perkins                            | Billy Gunn                             |
| Flash da Era de Ouro                            | Vigilante(Greg Saunders)              | Caçador (Dan Richards)                        | Sandy the Golden Boy                       | Mulher-Gavião (Shiera Sanders)         |
| Lanterna Verde Alan Scott                       | Sideral                               | O Meia-Noite                                  | Tigresa (Pós-Crise somente)                | Falcão Negro                           |
| Mulher Maravilha (Rainha Hippolyta)             | Stripesy                              | Miss America (DC Comics) (Joan Dale)          | Tsunami                                    | Homem-Bala                             |
| Gavião Negro (Carter Hall)                      | Stuff the Chinatown Kid (Daniel Long) | Lady Fantasma (Sandra Knight)                 |                                            | Moça-Bala                              |
| Homem-Hora (Rex Tyler)                          |                                       | Homem-Borracha                                |                                            | Capitão Triunfo                        |
| Johnny Trovoada                                 |                                       | Tio Sam                                       |                                            | Comandante Gládio                      |
| Sr. Incrível                                    |                                       | Ray (Happy Terrill)                           |                                            | Dr. Oculto                             |
| Sandman (Wesley Dodds)                          |                                       | Abelha Vermelha                               |                                            | Flamejante II                          |
| O Espectro (Jim Corrigan)                       |                                       |                                               |                                            | O Guardião                             |
| Starman (DC Comics) (Ted Knight)                |                                       |                                               |                                            | Capuz Invisível                        |
| Superman da Terra 2 (Pré-Crise somente)         |                                       |                                               |                                            | Johnny Quick (Johnny Chambers)         |
| Mulher-Maravilha da Terra 2 (Pré-Crise somente) |                                       |                                               |                                            | Judomaster (Pós-Crise somente)         |
|                                                 |                                       |                                               |                                            | Liberty Belle                          |
|                                                 |                                       |                                               |                                            | Caçador (Paul Kirk)                    |
|                                                 |                                       |                                               |                                            | Mister America                         |
|                                                 |                                       |                                               |                                            | Torpedo Vervelho                       |
|                                                 |                                       |                                               |                                            | Max Mercúrio                           |
|                                                 |                                       |                                               |                                            | Robin da Terra 2                       |
|                                                 |                                       |                                               |                                            | Homem-Robô                             |
|                                                 |                                       |                                               |                                            | Sargon                                 |
|                                                 |                                       |                                               |                                            | Tarantula                              |
|                                                 |                                       |                                               |                                            | TNT                                    |
|                                                 |                                       |                                               |                                            | Chicote                                |
|                                                 |                                       |                                               |                                            | Zatara                                 |

## Equipe de Criação

### Escritores
- Roy Thomas – #1–67 (Setembro de 1981–Março de 1987); Annual #1–3 (1982–84)
- Gerry Conway – #8–9 (Abril–Maio de 1982) (apenas a parte do Gládio)
- Paul Kupperberg – #41, 44 (Janeiro de 1985, Abril de 1985)
- Mike Baron – #43 (Março de 1985)
- Dann Thomas – #46, 51, 53–55 (Junho de 1985, Novembro de 1985, Janeiro de 1986–Março de 1986)

### Artistas
- Rich Buckler – #1–5, 36 (Set. de 1981–Jan. de 1982, Ago. 1984); Annual #3 (1984)
- Adrian Gonzales – #6–18 (Fev. 1982–Fev. 1983); Annual #1 (1982)
- Don Heck – #8–9, 65 (Abril–Maio de 1982, Jan. 1987) ((apenas a parte do Gládio em #8–9)
- Jerry Ordway – #19–26, 29 (Março de 1983–Out. de 1983, Jan. de 1984); Annual #2–3 (1983–1984)
- Richard Howell – #27–28, 30, 40 (Nov. de 1983–Dez. de 1983, Fev. de 1984, Dez. de 1984); Annual #3 (1984)
- Rick Hoberg – #31–35, 38–39 (March 1984–July 1984, Oct. 1984–Nov. 1984); Annual #3 (1984)
- Arvell Jones – #37, 41–46, 50–55, 58–60, 67 (Set. de 1984, Jan. de 1985–Jun. de 1985, Out. de 1985 –Mar. de 1986, Jun. de 1986–Ago. de 1986, Mar. de 1987)
- Keith Giffen – Annual #3 (1984)
- Carmine Infantino – Annual #3 (1984)
- Don Newton – Annual #3 (1984)
- Martin Nodell – Annual #3 (1984)
- George Pérez – Annual #3 (1984)
- Todd McFarlane – #47 (Julho de 1985)
- Mike Harris – #48–49, 61 (Ago. de 1985–Set. de 1985, Set. de 1986)
- Mike Clark – #51, 56–57, 60 (Nov. de 1985, Abril de 1986–Maio de 1986, Ago. de 1986)
- Tony DeZuniga – #62 (Out. de 1986)
- Michael Bair – #63 (Nov. de 1986)
- Wayne Boring – #64 (Dez. de 1986); Annual #3 (1984)
- Alan Kupperberg – #66 (Fev. de 1987)

### Artistas de capa
- Rich Buckler – #1, 3–6, 36 (Set. de 1981, Nov. de 1981–Fev. de 1982, Ago. de 1984)
- Joe Kubert – #2, 7–18 (Out. de 1981, Março de 1982–Fev. de 1983)
- Jerry Ordway – #19–33, 50, 60 (Março de 1983–Maio de 1984, Out. de 1985, Ago. de 1986); Annual #1–2 (1982–83)
- Rick Hoberg – #34–35, 37–39 (Junho de 1984–Julho de 1984, Set. de 1984–Nov. de 1984); Annual #3 (1984)
- Arvell Jones – #40–44, 46, 52, 55, 58–59, 64–66 (Dez. de 1984–Abril de 1985, Junho de 1985, Dez. de 1985, Março de 1986, Junho de 1986–Julho de 1986, Dez. de 1986–Fev. de 1987)
- Tim Burgard – #45 (Maio de 1985)
- Todd McFarlane – #47 (Julho de 1985)
- Mike Harris – #48–49, 61–62 (Ago. de 1985–Set. de 1985, Set. de 1986–Out. de 1986)
- Mike Clark – #51, 53–54, 56–57 (Nov. de 1985, Jan. de 1986–Fev. de 1986, Abril de 1986–Maio de 1986)
- Michael Bair – #63 (Nov. de 1986)
- Tom Grindberg – #67 (Março de 1987)

### Editores
- Len Wein – #1–20, Annual #1 (Setembro de 1981–Abril de 1983)
- Roy Thomas – #21–67, Annual #2–3 (Maio de 1983–Março de 1987)

## Encadernados
- Showcase Presents: All-Star Squadron Vol. 1 coletou o preview de pré-estreia do "All-Star Squadron" em Justice League of America #193; All-Star Squadron #1–18; e All-Star Squadron Annual #1, 528 páginas, Abril de 2012, ISBN ISBN 1-4012-3436-4.